# Reichertshauserer Tal

Verlauf auf einer Karte von 1877

Das Reichertshauserer Tal ist ein etwa acht Kilometer langer, überwiegend bewaldeter Geländeeinschnitt im bayerischen Voralpenland zwischen Föggenbeuern bei Dietramszell und Egling, dessen Namen im Laufe der Zeit offenbar in Vergessenheit geriet.
Auf der Landesvermessungskarte des Königreichs Bayern von 1877 ist das Trockental als Reichertshauserer Thal bezeichnet. Namensgebend war der mittlerweile zu Egling gehörige Ort Reichertshausen. Heute weisen noch Straßennamen Im Thal und der Einzelhof Thalweber auf die vergessene Bezeichnung hin.
Der Geländeeinschnitt beginnt südlich von Föggenbeuern und schlängelt sich sechs Kilometer fast genau nordwärts, um in der Nähe von Fraßhausen und Wörschhausen nach Westen abzuknicken. Ab hier wurden Anfang des 18. Jahrhunderts vom Abt des Klosters Schäftlarn die drei Thanninger Weiher zur Fischzucht angelegt. Diese werden aus dem Moosbach gespeist, der im Reichertshauserer Tal wenige hundert Meter oberhalb des ersten Weihers im Bereich des Frauenholz’ entspringt. In Egling endet das Tal.

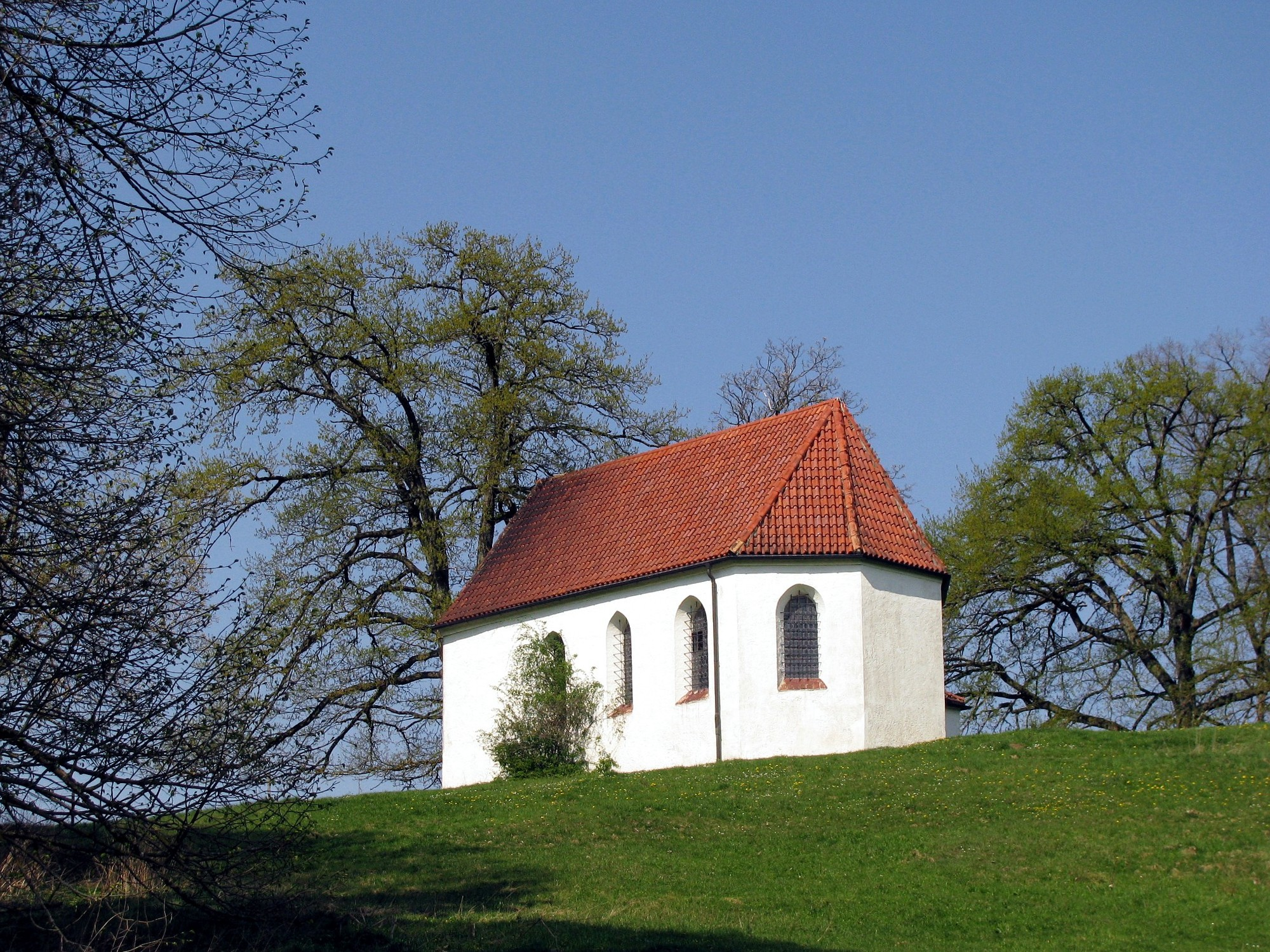
Kapelle St. Koloman bei Reichertshausen
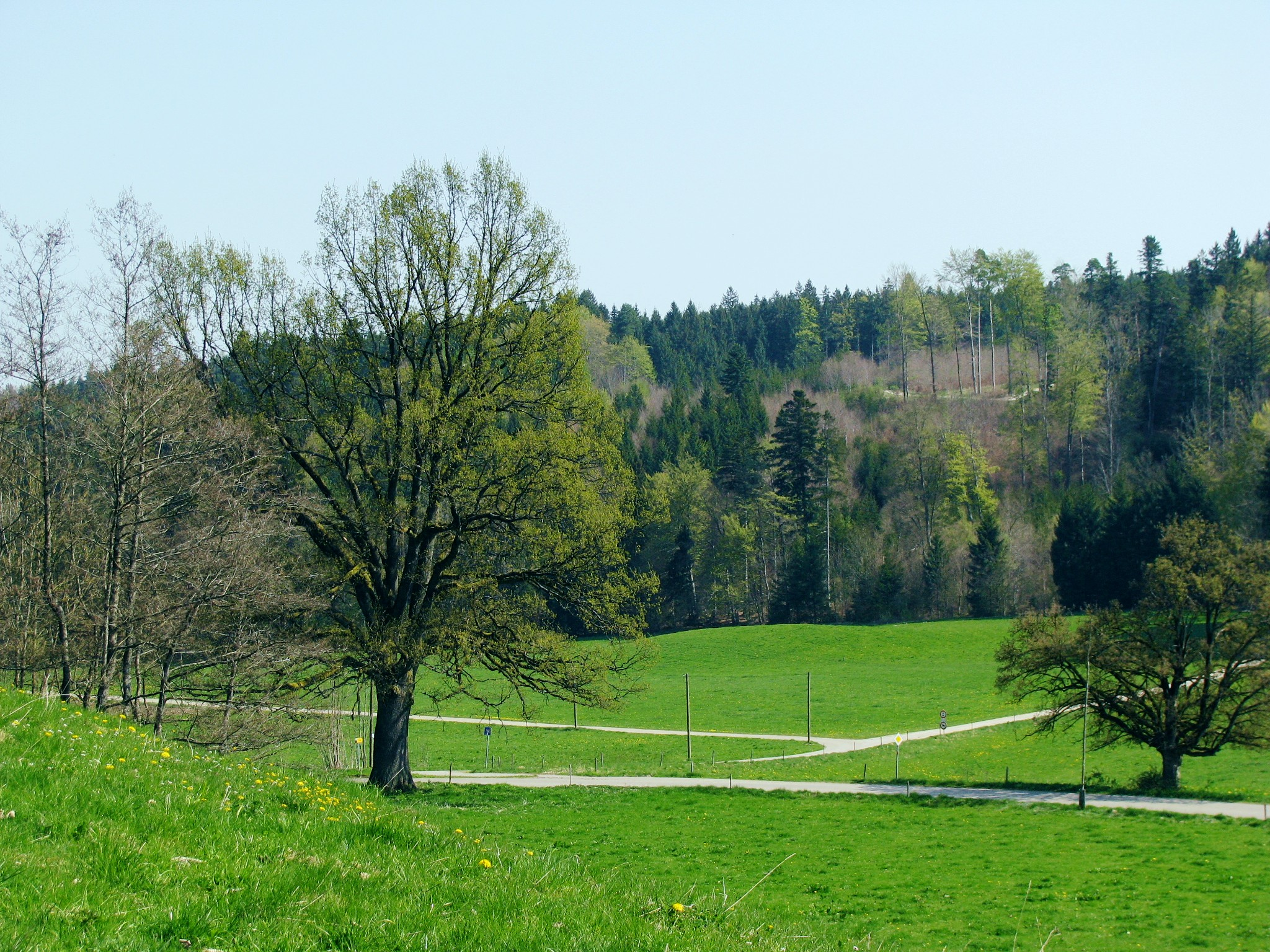
Ausblick von der Kapelle auf das Tal
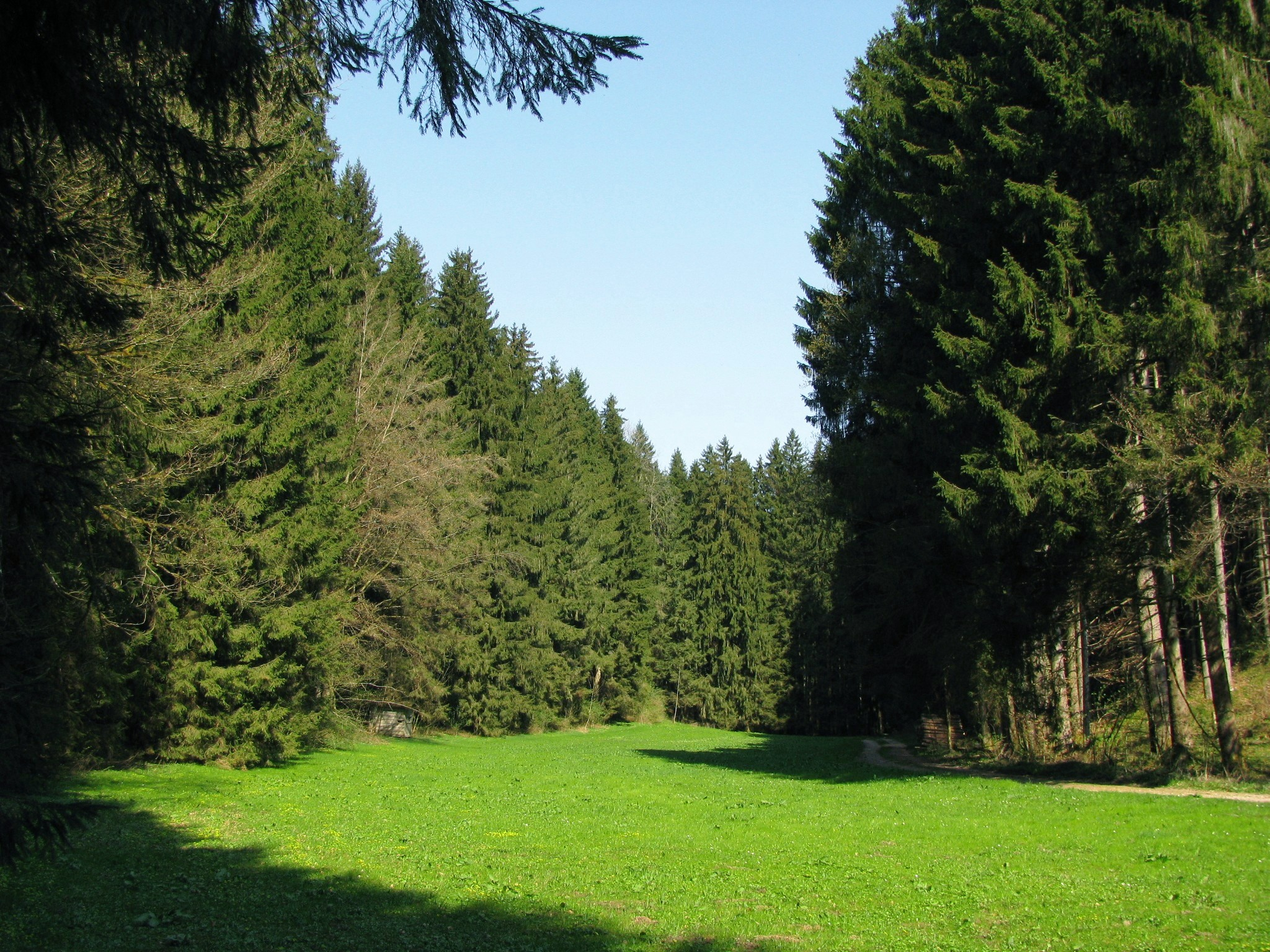
„Talholz“ in Höhe Hölching

Koordinaten: 47° 53′ 55″ N, 11° 33′ 45″ O